# Geld

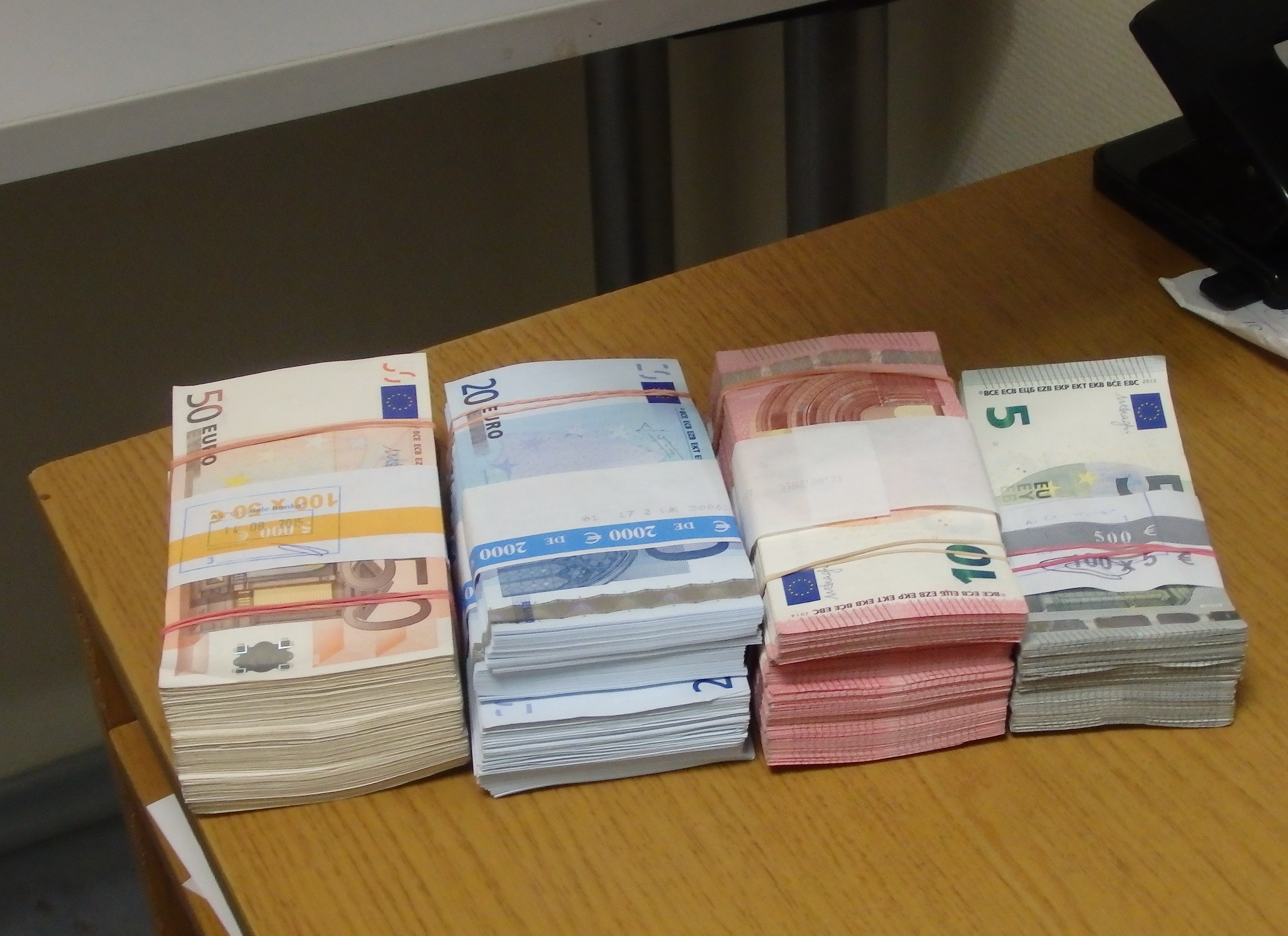
Europees papiergeld

Het geld is een eenheid om waarde uit te drukken en bestaat enerzijds uit publiek geld voor het chartaal betalingsverkeer en anderzijds uit privaat geld voor het giraal betalingsverkeer. Geld heeft als functie een wettig betaalmiddel te zijn voor het betalen van goederen & diensten en kan door de bevolking worden ingezet als betrouwbaar spaarmiddel.

## Onderscheid

### Publiek
Het publiek geld of circulatiegeld is het fysieke geld in omloop en wordt geproduceerd door een munthuis en beveiligde drukkerij in opdracht van een  staat, land of gebied. Het wordt vervolgens gedistribueerd door een nationale primaire bank naar secundaire banken. Het fysieke geld met betrekking op bankreserves wordt basisgeld of centralebankgeld genoemd en is de geldschepping onder chartale vorm door een centrale bank.

### Privaat
Privaat geld is de geldschepping dat door een commerciële bank wordt gecreëerd in de vorm van gestort geld via leningen. Ook het saldo op de spaarrekening en het betalen met een betaalkaart of creditcard zijn privaat geld. Het "publiek geld" speelt een cruciale rol om het privaat geld te kunnen vertrouwen op waarde omdat iedereen weet dat een betaling en spaargeld kan omgezet worden naar hetzelfde bedrag aan centralebankgeld.

### Crypto
Een belangrijk element is dat cryptovaluta geen geld representeert omdat het niet gedekt wordt met centralebankgeld en ook niet de belangrijkste drie functies van geld vervullen, zijnde: ruilmiddel, oppotmiddel en rekeneenheid. Ook de stablecoin zoals USDC en EURC, waarvan de waarde is gekoppeld aan een andere waarde, is niet officieel gedekt met publiek of privaat geld. Er is geen toezicht en dus ook geen garantie op volledige dekking.

## Ruilmiddelen
Als economisch ruilmiddel onderscheidt geld zich van andere ruilmiddelen doordat het de wederdienst, die aan de ruilpartner verschuldigd is, niet onmiddellijk voldoet, maar op grond van algemene en wettelijke erkenning gebruikt kan worden voor verdere ruiltransacties.
Hoewel vaak wordt gesteld dat geld is ontstaan als 'goederengeld' (Engels: commodity money, Duits: Warengeld of Sachgeld) werd dit voorafgegaan door kredietsystemen waarbij schulden werden bijgehouden op kleitabletten, kerfstokken of andere methodes. Muntgeld kwam pas rond de zesde eeuw v.Chr. in gebruik. Bijna alle hedendaagse geldsystemen zijn gebaseerd op fiduciair geld. Fiduciair geld heeft geen intrinsieke gebruikswaarde als een fysiek goed; het ontleent zijn waarde louter en alleen aan het vertrouwen dat er goederen en diensten mee gekocht kunnen worden. Meestal (maar niet altijd) is dit vertrouwen gestoeld op het feit dat een overheid dit geld als een wettig betaalmiddel aanduidt, dat wil zeggen dat het geld in kwestie binnen een land aangewezen is als middel voor het vereffenen van schulden. Cryptogeld zoals bitcoin en complementaire geldsystemen zoals LETS vormen hier een uitzondering op; bitcoins en LETS vallen binnen de definitie van fiduciair geld maar zijn niet door enige overheid aangeduid als wettig betaalmiddel.
De geldhoeveelheid van een land bestaat uit chartaal geld (bankbiljetten en munten) en giraal geld (de balans in direct opvraagbare tegoeden op betaal- en spaarrekeningen). Deze tegoeden zijn bijna altijd veel groter dan de hoeveelheid chartaal geld. Giraal geld is niet tastbaar en bestaat alleen in de vorm van verschillende bankrecords. Ondanks het feit dat giraal geld niet tastbaar is, voert het nog steeds de basisfuncties van geld uit (aangezien giraal geld algemeen als een vorm van betaling wordt aanvaard).

## Definitie
In de gangbare definitie is geld ieder goed, materieel of immaterieel, dat de volgende drie functies, vervult:
1. Betrouwbaar ruilmiddel: geld is een algemeen geaccepteerd goed dat directe ruil van andere goederen overbodig maakt.
2. Rekeneenheid: geld is een uniforme maat voor koopkracht (economische waarde), waarin de waardes van verschillende goederen kunnen worden uitgedrukt en vergeleken. Zo kunnen we zeggen dat een pak melk € 1,- waard is, een brood € 2,- en dat een brood dus twee keer zoveel waard is als een pak melk.
3. Oppotmiddel: geld is een opslagmedium voor koopkracht, om deze naar de toekomst over te hevelen (spaarmiddel).

Het vervullen van deze drie functies wordt als noodzakelijke en voldoende voorwaarde gehanteerd voor het benoemen van een goed (materieel of immaterieel) als geld in een bepaalde economie. Ieder goed dat de drie functies vervult is dus economisch gezien geld, of het nu goud, zout of papier is. Een goed dat één, twee of geen van de functies vervult is geen geld.
Om de drie geldfuncties te vervullen moet een goed aan bepaalde voorwaarden voldoen. Zo mag het niet bederfelijk zijn, omdat anders de oppotfunctie vervalt. Het moet in deelbaar zijn om als effectief ruilmiddel te fungeren bij kleine transacties, terwijl het in duidelijke eenheden moet bestaan om als rekeneenheid dienst te kunnen doen.
Een vierde functie is die van het boetemiddel: een middel om betalingen aan een overheid mee te voldoen, zoals boetes voor overtredingen of belastingen (boetes waaraan geen overtreding voorafging). Een middel dat deze functie vervult heet ook wel een wettig betaalmiddel. De precieze verhouding tussen geld en wettige betaalmiddelen is omstreden: sommige economen menen dat geld altijd en overal een overheidsschepping is, zodat de functie van wettig betaalmiddel primair is, terwijl anderen betogen dat geld van nature uit de markt voortkomt en dat overheden alleen een secondaire, stabiliserende functie in het geldwezen hebben.

## De rol van geld
De geldhoeveelheid beïnvloedt de conjunctuur. Zou er bijvoorbeeld te veel geld zijn, dan zouden consumenten meer gaan besteden dan er geproduceerd kan worden. De prijzen stijgen, er treedt inflatie op en de economie raakt oververhit. Het tegenovergestelde is ook mogelijk: als er bijvoorbeeld te weinig geld is, kunnen consumenten te weinig kopen en zal de werkloosheid toenemen: de economie verslechtert en er ontstaat een recessie. Het beleid van de centrale bank om dit tegen te gaan wordt geldpolitiek of monetair beleid genoemd: als de inflatie te veel toeneemt, verhoogt de centrale bank de rentetarieven, zodat de economie 'afkoelt'; als de economie te veel afkoelt, verlaagt de centrale bank de rentetarieven als stimulans.
Geld is een belangrijk oppotmiddel, maar negatieve rente, vermogensbelasting en inflatie tasten de waarde wel aan.

## Geschiedenis van het geld

### Oorsprong in de ruilhandel?
In de economie wordt van oudsher beweerd dat geld is uitgevonden ter vervanging van een ouder systeem van ruilhandel. Het standaardverhaal is dat met de ontwikkeling van de handel, één goed als betaal-, reken- en oppotmiddel ging fungeren (als goederengeld) en dat dan gaandeweg edelmetalen als goud en zilver algemeen erkend werden als de meest bruikbare vormen van goederengeld. Het krediet zou uitgevonden zijn om het dure en risicovolle verplaatsen van edelmetaal overbodig te maken.
Deze mythe over de uitvinding van het geld, die teruggaat tot Aristoteles en zijn belangrijkste verkondiger vond in Adam Smith, is in de afgelopen eeuw systematisch ontkracht door archeologisch en antropologisch onderzoek: de ruileconomieën die economen bedacht hebben, hebben nooit werkelijk bestaan. De vroegste economieën berustten waarschijnlijk op gezamenlijk beheer van middelen in stam- of clanverband of giften, met ruilhandel enkel tussen onverwante groepen. In de moderne economie wordt de mythe van Smith nog wel gepresenteerd, maar nu meestal als een gedachte-experiment over hoe een moderne economie zou gaan fungeren als het geld weggedacht wordt.

### Oorsprong in schuld
Een alternatieve theorie (onder anderen aangehangen door Keynes) keert die van Smith volledig om en stelt dat geld juist ontstaan is uit krediet en de standaardisering daarvan door de staat. In deze visie is geld altijd een maat van het vertrouwen in het vermogen van een schuldenaar om zijn schuld af te lossen. De ontwikkeling van schuld tot geld verloopt dan als volgt. Eerst wordt een goed door persoon A verruild voor een schuldbekentenis van persoon B, die het goed ontvangt. (De bekentenis kan geschreven zijn of de vorm aannemen van een voorwerp, bijvoorbeeld een kerfstok.) Persoon A kan de schuld op een later moment op B verhalen door de schuldbekentenis terug te geven. Hij kan deze echter ook aan een derde persoon C geven als onderdeel van een verdere transactie, mits C afdoende vertrouwen heeft in B, en zo begint de schuld door de economie te circuleren. Dit verschijnsel is door antropologen ook werkelijk geobserveerd.
Deze handel op basis van schuldbekentenissen is onpraktisch op grote schaal, omdat het benodigde vertrouwen zich niet uitstrekt voorbij de grenzen van een dorps- of handelsgemeenschap. Schuld wordt pas (fiduciair) geld zodra een centrale partij, een overheid, besluit de schuldbekentenissen te standaardiseren. Als de overheid tegelijk de particuliere eigendom invoert, kan een klasse van handelaren ontstaan (die het bezit opeisen over goederen die ze noch produceren, noch gebruiken) en kan een markt ontstaan.

De antropoloog David Graeber meent dat de invoering van geld en markt ook hand in hand gaat met die van de belastingen (aanvankelijk in de vorm van schatplicht). Geld was volgens Graeber, die zich baseert op o.a. de Arthashastra, het middel bij uitstek voor grote rijken om de bevoorrading van hun legers te regelen. Door soldij uit te keren én belasting te heffen in geld, wordt de bevolking van een rijk in feite gedwongen om handel met soldaten te drijven. Dit effect is niet alleen in teksten uit de oudheid aangetoond, maar ook in modernere koloniale situaties.

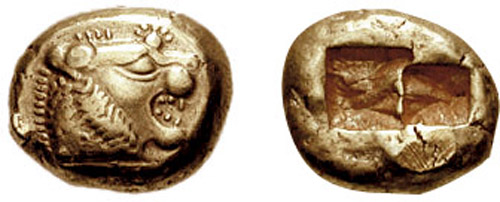
Munten uit de vroege 6e eeuw v.C., afkomstig uit Lydië.

### Schuld en goederengeld
Het idee dat geld ontstaan is uit schuld en vertrouwen lijkt in tegenspraak met het feit dat oude vormen van geld wel degelijk goederengeld waren, samengesteld uit edelmetaal. Dit is te verklaren uit de dubbele functie van geld, voor binnenlandse en buitenlandse handel: Romeinse munten, bijvoorbeeld, hadden binnen het Romeinse Rijk steevast een hogere waarde (voortkomend uit hun nominale waarde voor de belastingen) dan buiten het Rijk, waar alleen hun waarde als zilver of goud gold. Hetzelfde principe was in het laatmiddeleeuwse Europa aan het werk: goud- of zilvergeld werd gebruikt voor alle transacties op lange afstand, maar binnen gemeenschappen hadden sommige winkeliers de gewoonte om hun eigen leren of houten muntjes uit te geven.

### Kaartgeld

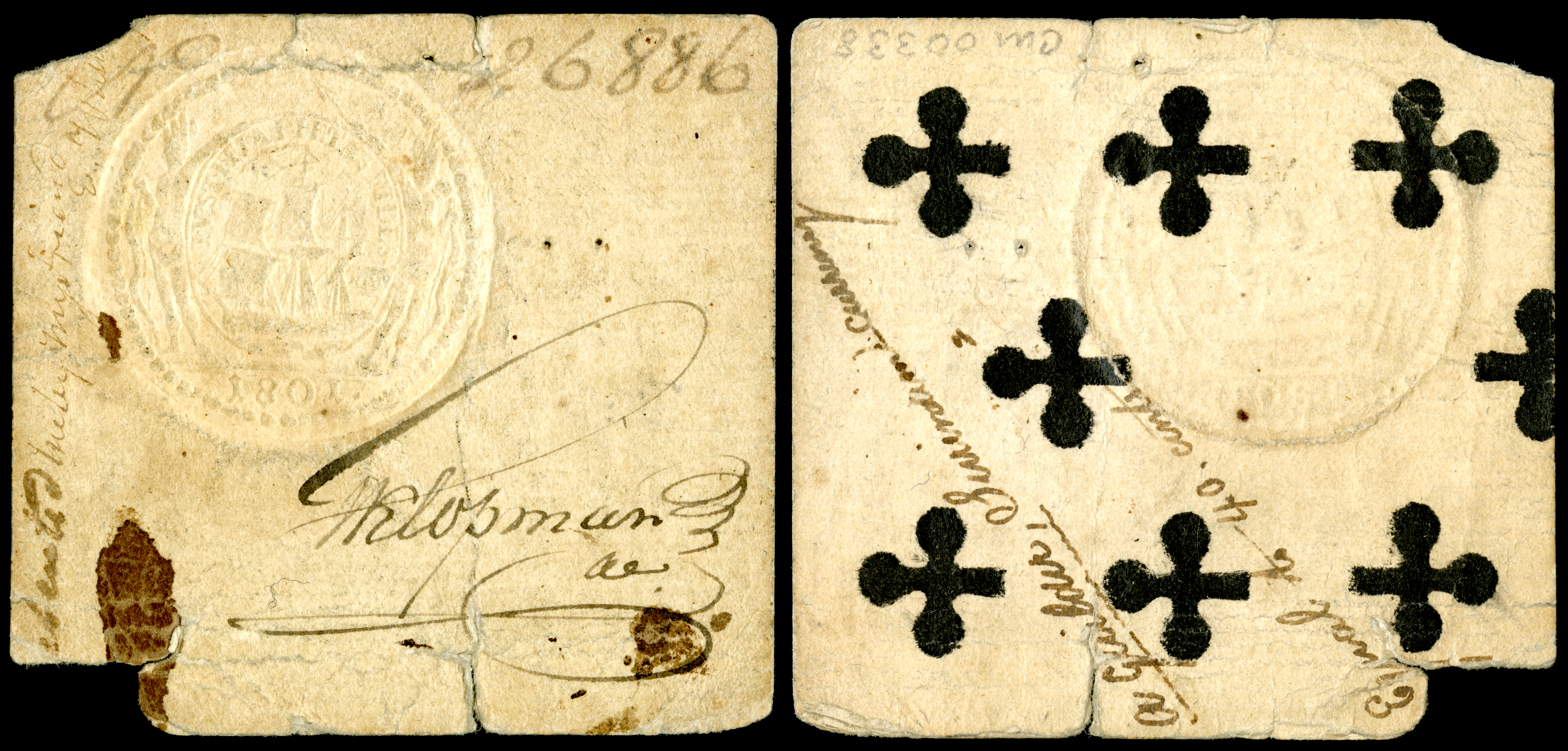
Kaartgeld ter waarde van één gulden, uit Nederlands-Guiana (1801)

Kaartgeld is een vorm van fiduciair geld – geld dat zijn waarde niet ontleent aan de materie waaruit het gemaakt is. Het werd gedrukt op gewoon karton of speelkaarten, die op verschillende momenten in de 17e tot het begin van de 19e eeuw als valuta werd gebruikt in met name Nederlands-Guiana, Frankrijk en Nieuw-Frankrijk. Het ging het vaak gepaard met hoge inflatie. In Nederlands-Guiana werden naar kaarten ook papegaaienmunt uitgegeven.

### Goud en andere edelmetalen
Goud is het bekendste voorbeeld van goederengeld. Er kleefden echter nadelen aan goud: de kwaliteit was, hoewel veel constanter dan veel andere soorten goederengeld, niet altijd hetzelfde en bovendien was bij elke transactie een weegschaal nodig om de hoeveelheid goud te bepalen. In de vroegste tijd werd een toetssteen gebruikt om de kwaliteit van het goud te controleren. Alexander de Grote was de eerste die van overheidswege goud muntte, dat wil zeggen een stempel erop aanbracht om kwaliteit en gewicht te garanderen. Vertrouwen in het stempel was nodig: men vertrouwde erop dat het goud inderdaad de waarde heeft die het stempel aangeeft, maar in geval van twijfel kan men natuurlijk zelf het goud controleren.
Het gebruik van goud als betaalmiddel was erg risicovol. Wanneer een grote betaling gedaan moest worden, dan moesten grote zakken goud van de betaler naar de ontvanger vervoerd worden. Het risico dat zo'n goudtransport overvallen werd was erg groot. Andere chartale betaalmiddelen hadden dit nadeel ook.
Goud is in de loop van de millennia heel waardevast gebleken: de koopkracht ervan kan in de loop der jaren sterk schommelen (de prijs van goud in 2010 was vier keer zo hoog als die in 2000), maar gemiddeld is goud nog steeds ongeveer even veel waard als toen het duizenden jaren geleden voor het eerst als geld werd gebruikt. Een ander sterk punt van goud is dat het wereldwijd wordt geaccepteerd.

#### Gouden standaard
Een economie waarin munten en biljetten die een bepaalde hoeveelheid fysiek goud vertegenwoordigen als betaalmiddel gebruikt worden is gebaseerd op een gouden standaard.
Een nadeel van een gouden standaard is dat de beschikbare hoeveelheid geld (en daarmee de waarde per valuta-eenheid) afhankelijk is van de fysieke hoeveelheid goud die beschikbaar is. Als de groei van de economie gelijke tred houdt met de hoeveelheid goud die gedolven wordt dan behoudt het goud zijn waarde, maar als de hoeveelheid gedolven goud de economische groei overtreft is inflatie het gevolg.

### Banken
De oplossing voor het risico dat gepaard ging met goudtransporten kwam met de eerste primitieve banken. Zij bewaarden het goud voor hun klanten en gaven hen een wissel, een ondertekend papier dat in te ruilen was voor goud. Daarmee kon de eigenaar van de wissel betalingen doen. Deze wissels waren veel eenvoudiger en veiliger te vervoeren dan grote zakken met goud. Ook dit systeem was gebaseerd op vertrouwen: men vertrouwt erop dat de bank haar verplichtingen zal nakomen. De praktijk leerde dat, zolang de reputatie van de bank niet geschokt werd, deze biljetten vaak van de ene persoon aan de andere werden overgedragen terwijl de houders ervan zich maar betrekkelijk zelden tot de bank wendden om betaling in goud te krijgen. Deze bankwissels ontwikkelden zich mettertijd tot papiergeld.
Banken wisten dat ze veel meer waardepapieren, papiergeld, kunnen uitgeven dan ze goud in kas hebben, omdat maar een klein deel van het goud werd opgevraagd. De praktijk heeft geleerd dat banken tot wel tien keer zoveel papiergeld uit kunnen geven dan ze goud in kas hebben. Geven ze meer uit, dan wordt het risico dat er meer goud opgevraagd wordt dan ze in kas hebben te groot. De kasliquiditeit is dan te laag.

#### Fiduciair geld
Aangezien gebleken is dat houders van wissels hun bankbiljetten in de praktijk haast nooit omwisselden voor echt goud, zijn de centrale banken in veel landen binnen nauwkeurig gedefinieerde grenzen geld in omloop gaan brengen dat niet volledig gedekt is door de goudvoorraad. Het kan daarbij gaan om munten en bankbiljetten, maar ook om banksaldi. Dit geld, dat zijn waarde niet ontleent aan de hoeveelheid goud die het vertegenwoordigt maar aan het vertrouwen dat men er goederen en diensten mee kan kopen, wordt fiduciair geld genoemd. Soms spreekt men ook van fiatgeld.
Met dit fiduciaire geld heeft een centrale bank een middel in handen om de economie te sturen: door erop toe te zien dat de geldhoeveelheid die in omloop is gelijke tred houdt met de omvang van de economie (het totaal aan producten en diensten dat in een land verkocht wordt), kan men ervoor zorgen dat het geld zijn waarde behoudt. Wanneer er te weinig geld in omloop is, komt de economie tot stilstand. Wanneer er te veel geld in omloop is, treedt inflatie of hyperinflatie op.

#### Bankkapitaal
Vandaag de dag wordt papiergeld uitsluitend nog gedrukt om transacties mogelijk te maken die niet met behulp van bankkapitaal kunnen worden afgewikkeld. Maar het belang ervan neemt snel af, naarmate steeds meer transacties elektronisch worden afgehandeld.
Bankkapitaal is een al dan niet direct opeisbare vordering die een rekeninghouder heeft op de bank. Zo'n vordering kan door middel van een overschrijving overgedragen worden van de ene rekeninghouder op de andere rekeninghouder.

#### Het scheppen van bankkapitaal
Bankkapitaal wordt door de bank geschapen op het moment dat een klant een lening afsluit. De bank plaatst het uitgeleende bedrag op de balans aan de passiva-zijde en de betalingsverplichting van de lener aan de activa-zijde. Dit is een zuiver boekhoudkundige handeling: de bank leent geen geld uit vanuit een "geldreservoir", maar er worden enkel vorderingen en verplichtingen genoteerd op de balans. Er wordt dus geld gecreëerd dat er voor het afsluiten van de lening niet was.
Bankkapitaal wordt dus geschapen door leningen aan te gaan bij een bank. Als alle bankschulden zouden worden afbetaald, zou er vrijwel geen geld meer in omloop zijn (alleen de kleine hoeveelheid chartaal geld). Alle bankschulden zijn rentedragend. Daarom spreken we van rentedragend geld. Een bank kan niet eindeloos veel geld scheppen. Dat zou tot massale inflatie leiden, door een overaanbod aan kapitaal. Bovendien zou de kans bestaan dat een bank onvoldoende contant (chartaal) geld in huis heeft om in alle verzoeken om contant geld te voorzien. Als dat gebeurt, gaat een bank failliet.
De hoeveelheid geld die een bank kan scheppen is afhankelijk van de grenzen die de Europese Centrale Bank (ECB) stelt aan de kasliquiditeit. De ECB stuurt op inflatie alleen. De bank kan dus net zoveel geld scheppen als zij mag van de ECB, die zich op haar beurt laat beperken door de inflatoire ontwikkeling van de euro. Dit is hoe de nationale valuta in onze tijd worden geschapen.
Dat de hoeveelheid geld die een bank kan scheppen niet oneindig is blijkt wel uit de problemen die zijn ontstaan in de Verenigde Staten in 2007 op de hypotheekmarkt. Wanneer op grote schaal hypotheken niet meer kunnen worden afgelost, dan geeft dat liquiditeitsproblemen voor de bank.

## Culturele betekenis
De rol die geld in de cultuur inneemt verschilt per regio. In de westerse cultuur heeft geld altijd iets verdachts en kan het als ongepast worden ervaren om transacties tussen bekenden met geld af te handelen. Dit is echter een eigenaardigheid van de kapitalistische maatschappij die in andere gebieden niet opgaat, en is volgens de antropoloog Keith Hart verbonden aan de scheiding die gemaakt wordt tussen de binnenwereld van thuis en de buitenwereld van de markt. De eerste is geassocieerd met gezin, intimiteit, consumptie en onbetaald werk; de tweede, met betaald werk, discipline en vervreemding. Het gebruik van geld in huiselijke situaties, stelt Hart, doorbreekt deze met veel moeite overeind gehouden scheiding. Het demoniseren van geld ("de wortel van alle kwaad"), echter, is een vorm van warenfetisjisme, waarin eigenschappen aan geld worden toegeschreven die eigenlijk voortkomen uit maatschappelijke verhoudingen.

## Complementair geld
Complementair geld is geld dat door private partijen wordt geschapen. Het circuleert naast het wettige betaalmiddel in een bepaalde sociale of geografische context. Er zijn verschillende manieren om complementair geld te scheppen.
LETS-geld wordt door alle partijen die deelnemen aan een LETSysteem zelf geschapen en later weer vernietigd. De creatie van LETS-geld gebeurt dus volledig decentraal. Daarentegen is de registratie van transacties wel gecentraliseerd. De creatie van LETS-geld is gebaseerd op de belofte om later een wederdienst te verrichten aan andere deelnemers van het LETSysteem. Geld dat men zelf creëert, zoals LETS-geld, wordt ook "persoonlijk geld" genoemd.
Cryptogeld wordt soms als geld gezien, maar soms ook ingedeeld bij overige bezittingen.